# 커트 실링
커티스 몬터규 ("커트") 실링(Curtis Montague ("Curt") Schilling, 1966년 11월 14일 ~ )은 미국의 메이저 리그 베이스볼에서 활약한 프로 야구 선수이다. 우투우타인 우완 투수로 1993년 필라델피아 필리스를 월드 시리즈에 올려 놓는데 공헌하고, 2001년에는 애리조나 다이아몬드백스를, 2004년과 2007년에는 보스턴 레드삭스를 월드 시리즈 우승으로 이끌었다. 실링은 포스트시즌 전적 11승 2패를 남기고 은퇴하였다. 이 .846의 포스트시즌 승률은 10개 이상의 승패를 거둔 MLB 투수 중에서 가장 높은 것이다. 메이저 리그 통산 216승(206선발승) 146패를  기록했으며, 3.46의 평균자책점에 삼진은 3,116개를 잡아냈다.

## 어린 시절
알래스카주 앵커리지에서 태어난 실링은 클리프와 메리 실링의 중간 자식이었다. 부친 클리프는 22년간 미국 육군에서 복무하여 실링이 태어날 때 앵커리지 인근에 있는 엘멘도프 공군 기자에 주둔한 101 에어본 디비전에서 상사였다.

## 학교 시절
애리조나주 피닉스에 있는 섀도우 마운틴 고등학교에서 커트가 학교 생활을 하면서 그는 야구를 하였으나 자신의 시니어 해까지 대학 팀으로 이루지 않았다. 스카우트들과 이야기되어 왔으나 여름 동안 투구에 의한 맞힘에 실링이 왼쪽 팔꿈치가 부러진 고통을 겪은 후 그들은 무기 연기되었다. 그는 2014년을 통하여 15명의 메이저 리그 선수들을 산출한 프레스콧에 있는 야바파이 주니어 칼리지에서 수학하였다. 1986년 그는 5번째로 야바파이 팀이 시리즈에 도달한 주니어 칼리지 월드 시리즈로 갔다. 오른손 잡이는 1986년 1월 드래프트의 2번째 라운드에 그들의 선택으로서 보스턴 레드삭스에 의하여 드래프트되어 그는 5월 30일에 계약을 맺었다.

## 마이너 리그 경력
레드삭스는 뉴욕 펜 리그의 엘미라 파이오니어스로 실링을 지정하였고, 그는 2.59의 방어율, 75개의 스트라이크아웃과 93개의 이닝에서 30개의 볼넷과 7 승 3 패의 기록을 가졌다. 그는 프로 야구에서 좋은 첫 출발이었다.
1987년 그는 사우스 애틀랜틱 리그의 그린스보로 호니츠를 위하여 강한 삼탈진에서 볼넷을 유지하였다. 팀의 기록은 55 승 85 패였고, 실링의 8 승 15 패는 그것을 반사하는 데 가까이 왔다. 그의 3.82의 방어율은 더욱 어려운 시즌을 나타냈다.

## 메이저 리그 경력

### 초창기 경력
실링은 1988년을 더블 A에서 시작하여 보스턴의 뉴브리튼 레드삭스(21개의 경기에서 8 승 5패, 2.97 방어율)를 위하여 투구하였으나 레드삭스가 페넌트를 위하여 득점을 이루는 데 준비하면서 투수 마이크 보디커를 위하여 외야수 브래디 앤더슨과 더불어 볼티모어 오리올스로 이적되었다. 그는 9월 7일 자신의 첫 출연을 이루는 데 그 시기에 오리올스가 그를 빅 리그들로 소집하기 전에 그는 샬럿을 위하여 5 승 2 패(3.18)였다. 레드삭스는 볼티모어를 방문하고 있었고, 실링은 출발이 주어졌다. 본루의 심판은 스티브 팰러모였다. 실링의 부친이 8달 일찍이 52세의 나이로 뇌의 암으로 사망하였다.
4 대 3의 경기는 9번째 이닝의 말기에서 오리올스에 의하여 우승하였으나 실링은 그때 사라졌다. 그해 9월 오리올스를 위하여 그는 다음 3개의 출발 경기를 패하고, 9.82 방어율과 0 승 3 패였다.
그는 아직도 21세였으며, 빅 리그의 투구를 위하여 준비되는 데 약간 더 많은 시간을 끌었다.
실링은 1989년 다시 9월의 투수였다. 좋은 3.21의 방어율과 함께 로체스터와 13 승 11 패의 시즌 후,그는 오리올스로 도로 불러져 5개의 출연에서 6.23의 방어율과 0 승 1 패였다. 그는 1990년 시즌을 다시 로체스터와 시작하였으나 6월 말기 가까이 출두되었고, 메이저 리그 투구의 자신의 첫 확장된 경험을 얻으면서 구원에서 독점적으로, 가장 좋은 5.24의 방어율과 함께 35개의 경기에서 46개의 이닝에서 활약하였다. 1991년 1월 10일 그는 글렌 데이비스를 위하여 스티브 핀리와 피트 하니시와 함께 휴스턴 애스트로스로 이적되었다.
이제 내셔널 리그에 있으면서 실링은 3 승(모두 구원) 5 패의 기록과 3.81의 방어율과 함께 1991년 구원에서 56개의 경기를 활약하였다. 1992년 시즌이 시작되기 겨우 전에 그는 4월 2일 투수 제이슨 그림즐리를 위하여 필라델피아 필리스로 즉시 이적되었다.

약력 명예의 전당에서 8번이나
떨어졌다

### 필라델피아 필리스
필리스와 함께 실링은 자리잡게 되었다. 그의 첫 해는 또한 팀과 함께 짐 프레고시 감독의 첫 전임적 시즌이기도 하였다. 실링은 필리스와 함께 9개의 시즌을 투구하였고, 101개의 경기를 우승하였다. 1992년 그의 첫 해는 2.35의 방어율과 리그를 이끄는 0.990의 WHIP과 함께 최고 중의 하나였다. 26개의 출발 경기(와 16개의 구원 출연)와 함께 실링은 14개의 경기를 우승(2구원승)하였고, 6위를 한 팀을 위하여 11개를 패하였다. 그는 10개의 완료 경기를 투구하였다.
1993년 필리스는 월드 시리즈로 향하는 통로로 갔다. 실링 (16 승 7 패)과 토미 그린 (16 승 4 패)은 우승들에서 팀을 이끄는 데 동점을 매겼다. 실링은 애틀랜타 브레이브스를 상대로 내셔널 리그 챔피언십 시리즈의 MVP로 임명되었다. 토론토 블루제이스를 상대로 월드 시리즈에서 그는 첫번째 경기에서 7개의 득점을 위하여 터치아웃 되었고, 패배를 견디었다. 5번째 경기에서 블루제이스의 우승이 자신들에게 챔피언십을 가질 때 실링은 2 대 0의 완봉을 던졌다. 블루제이스는 6번째 경기와 시리즈를 우승하였다.
실링은 1994년과 1995년 2개의 정말로 격렬한 세월을 가졌다. 표준 이하의 봄 훈련과 함께 1994년 시즌을 시작하고, 그러고나서 잘못되었던 것을 명백하게 하는 데 0 승 7 패로 갔다. 패배들 중에 7개와 1 대 0의 패배를 통하여 2 대 1의 효과에 불구하고, 자신의 오른쪽 팔꿈치에 뼈의 가시를 제거하는 데 수술을 받기 전에 2달간 자신이 투구하지 않은 후 5월 16일을 통하여 긴장이 있는 동안 그의 방어율은 5.40으로 올라갔다. 그러고나서 시즌의 말기 경에 선수들의 파업이 일어났다. 1995년 그는 상순이 찢어져 7월 18일 후에 시즌을 끝내는 수술이 필요하였다. 1996년 5월 14일 무득점 볼의 7개의 이닝과 함께 돌아와 명확하게 복귀되었다. 그해 실링는 26개의 경기를 출발하여 8개의 완료 경기와 함께 리그를 이끌었다. 그의 승패 기록은 팀을 반사하였고, 그는 9 승 10 패였으나 3.19의 방어율과 투구하여 자신을 7위에 놓았다.
실링의 첫 올스타 경기는 1997년에 있었고, 그는 2개의 이닝을 투구하여 3명의 타자를 스트라이크아웃 시켜 득점을 허용하지 않았다. 그해의 말기에 그는 319개의 스트라이크아웃을 가져 리그를 이끌고, 17 승 11 패의 기록을 가졌다. 그는 1998년과 1999년 둘다의 해에 올스타 팀으로 임명되었다. 그는 1998년에 나오지 않았으나 펜웨이 파크에서 1999년의 경기를 시작하여 패배를 견디어 2개의 이닝에서 2개의 득점을 내주었다. 그는 1998년 300명의 상대 선수들 마저 스트라이크아웃 시켰고, 15개의 완료 경기와 함께 메이저 리그를 이끌었다. 양해에 실링은 15개의 경기를 우승하였다. 자신이 오른쪽 이두근과 어깨 논쟁의 이유로 경기를 떠날 때 7월 23일부터 9월 3일까지 그는 단 하나의 경기에 나와 8개의 득점을 내주었다.

### 애리조나 다이아몬드백스
2000년 장면의 변화가 있었다. 실링은 이적의 최종 기한이 접근하면서 중등의 6 승 6 패의 기록을 가졌고, 7월 26일 애리조나 다이아몬드백스는 자신들의 교체에서 실링을 추가할 수 있는 데 4명의 선수들을 이적시켰다. 필리스는 오마 달, 넬슨 피게로아, 트래비스 리와 비센테 파딜라를 얻었다. 실링은 자신이 시즌의 나머지에 3.69의 방어율과 5 승 6 패의 기록을 가지면서 더욱 혹은 적게 지속하였다.
그러나 2001년 다이아몬드백스는 자신들이 희망해 온 모든 것을 얻었다. 실링은 2.98의 방어율과 함께 지배적인 22 승 6 패의 시즌을 가져 우승에서 리그를 이끌고 방어율에서 동료 선수 랜디 존슨에게 밀려 2위를 하였다.
포스트시즌에 온 실링은 빛났다. 그는 세인트루이스 카디널스를 상대로 디비전 시리즈의 첫번째 경기에서 3개의 안타 완봉을 던졌다. 그는 2 대 1의 완료 경기와 함께 결말을 지은 5번째 경기를 우승하였다. 내셔널 리그 챔피언십 시리즈에서 그는 한번 투구하여 다시 완료 경기를 던지고, 다시 단 하나의 득점을 내주었다. 이 일은 뉴욕 양키스를 상대로 월드 시리즈의 첫번째 경기를 시작하는 데 실링을 포지션에 놓았다. 그는 7개의 이닝에서 3개의 안타와 하나의 득점을 허용하여 경기를 우승하고 그해 포스트시즌에서 자신의 기록을 4 승 0 패로 향상시켰다. 이 점에서 그는 0.79의 방어율을 가졌다. 그는 월드 시리즈에서 2개 더의 경기 - 4번째 경기 (다시 7개의 이닝, 3개의 안타와 하나의 득점)와 7번째 경기 (6개의 안타와 2개의 득점과 함께 7개의 이닝)를 시작하였다. 4번째와 7번째 둘다의 경기는 가깝게 겨룬 경기들이었으며 양키스는 10번째 이닝에서 4번째 경기를 우승하고, 다이아몬드백스는 9번째 이닝의 역전승의 말기에 2개의 득점과 함께 결정적 7번째 경기를 우승하였다.
그해 포스트시즌에서 실링의 최종 기록은 4 승 0 패였고, 그는 랜디 존슨과 공동 MVP로 임명되었다. 존슨은 정규 시즌에 21 승 6 패를 지내왔고, 포스트시즌에서 5 승 1 패, 월드 시리즈 자신에서 3 승 0 패로 자신이 최종의 이닝을 던질 때 최종적 7번째 경기를 우승하였다.
다음 시즌 2002년은 이전의 해와 매우 비슷하였다. 실링은 아직도 매우 부러운 23 승 7 패를 위하여 1개 더 경기를 우승하고, 1개 더 경기를 패하였다. 그의 방어율은 3.23으로 가까이 갔다. 그의 0.968 WHIP은 리그를 이끌었고, 그의 경력의 최고였다. 정렬에서 2번째 해를 위하여 실링은 사이 영 상 투표에서 2위를 하였다. 실링은 다시 올스타 경기를 시작하여 첫 2개의 이닝에서 하나의 안타와 무득점을 내주었다. 포스트시즌에 올 때 그는 더욱 나게 투구할 수 없었고, 카디널스를 상대로 2번째 경기의 7개의 이닝에서 하나의 득점이었으나 카디널스가 휩쓸었다.
실링의 2003년 시즌은 그가 맹장 수술을 한 것을 보았고, 그러고나서 5월 30일 2번이나 타구된 공들에 의하여 그의 오른손을 맞아 그 손이 부러졌다. 그는 시즌을 통하여 투쟁하였고, 2.95의 방어율 그러나 8 승 9 패의 기록과 함께 일어났다.
2003년 시즌 후에 아메리칸 리그 챔피언십 시리즈에서 양키스에게 맹렬한 마지막 분의 패배와 함께 보스턴 레드삭스는 어떤 드라마적 운동들을 이루는 데 준비되었다. 팀은 새로운 소유권의 첫 몇년과 테오 엡스타인에 새로운 총지배인과 함께 있었다. 그들은 실링과 새로운 최종회를 원하였다. 엡스타인은 스코츠데일에 있는 실링의 가족에게 후에 축하가 벌여진 여행을 이루었고 그의 과제를 해낸 것을 보이려고 한 자료의 종류 만과 함께 준비되어 와 상세 경향의 실링에 인상을 주었다. 품위 있는 호스트 실링 가족은 자신들의 집에서 감사의 기도 만찬을 가지는 데 엡스타인과 보조 지배인 제드 호이어 마저 초청하였다.
실링은 방향들의 다수에 성격을 깨고, 그들 중의 하나는 그의 대리로서 활동에 있었다. 그는 레드삭스의 밀사들과 솔직하게 이야기 하고 만약 그들이 다이아몬드백스와 거래를 훌륭히 해나갈 수 있다면 자신이 무대에 있을 것이라고 말하였다. 그해 11월 28일 거래에서 다이아몬드백스는 실링을 위하여 4명의 선수들 - 캐이시 포섬, 브랜던 라이언, 호르헤 데라로사와 마이너 리그 선수 마이크 고스를 얻었다. 1월 레드삭스는 키스 포우크에서 그 최종회를 얻었다.

### 보스턴 레드삭스

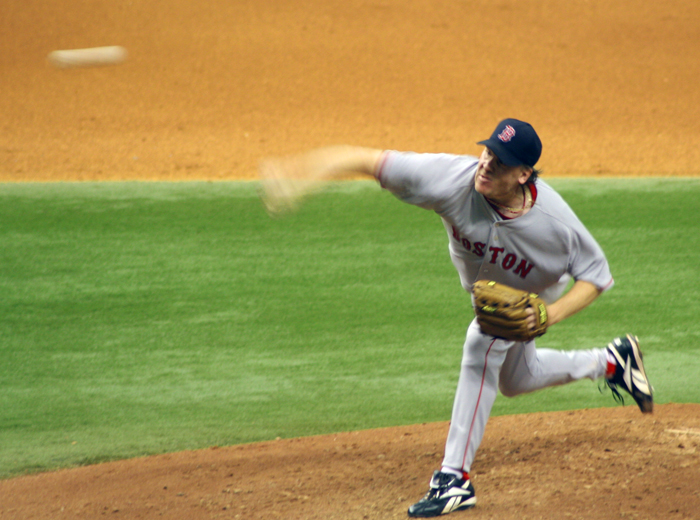
실링이 마운드 위에서 투구하는 모습

실링은 자신을 처음으로 드래프트한 팀과 돌아왔다. 그는 그의 감독으로서 테리 프랭코나와 재결합 하기도 하였으며, 프랭코나는 1997년부터 2000년을 통하여 필리스를 감독하였고, 실링이 사임한 지 얼마 안 되어서 레드삭스에 의하여 기용되었다.
실링은 자신의 준비를 위하여 전설적이었고, 이닝들 사이에 벤치에 상담하는 것으로 어쩌다 보였다는 비망록들의 다수를 유지하였다. 그는 계속 동등적으로 잘 알려진 포수 제이슨 베리텍을 위하여 잘 적합되었다. 실링은 많은 경우들에 자신의 포수를 칭찬하였다.
실링은 21개의 우승과 아메리칸 리그를 이끌었고, 6번이나 패하고 3.26의 방어율로 해냈다. 요한 산타나가 사이 영 상을 수상하였고, 실링은 다시 2위를 하였다. 레드삭스와 양키스는 다시 아메리칸 리그 챔피언십 시리즈에서 만났다. 실링은 애너하임 에인절스를 상대로 디비전 시리즈에서 첫번째 경기를 우승하였으나 일이 일어날 때 증거로 나타난 고통에서 그는 7번째 이닝에서 1루 라인에 의하여 활동을 이룬 후 절름발이로 올라온 것으로 보였다. 그는 후에 건이 찢어진 것 같이 느꼈다고 말하였다. 레드삭스가 시리즈를 휩쓸어 실링은 아메리칸 리그 챔피언십 시리즈까지 다시는 소집되지 않았다. 거이서 그는 또한 첫 경기를 투구하였으나 출발에서 즉시 그사 방해된 것이 명백하게 되었다. 실링은 3개의 이닝에서 6개의 득점을 내주었고, 그의 시즌이 끝난 것 같이 보였으며 레드삭스는 아직 돌진하려고 하였다.
양키스는 첫 3개의 경기, 특히 보스턴에서 19 대 8의 꺾은 3번째 경기를 차지하였다. 역사상 아무 팀도 3개의 경기에서 아무 부족으로부터 전혀 돌아오거나 플레이오프 시리즈를 우승하지 않았다. 그러나 이번 해의 레드삭스는 원상으로 돌아갔다. 데이브 로버츠는 도루를 가졌고, 레드삭스는 9번째 이닝의 말기에서 4번째 경기를 동점매겼다. 12번째 이닝의 말기에서 데이비드 오르티스는 끝내기 홈런에 우승하였다. 5번째 경기에서 오르티스는 여분에서 또다른 하나의 끝내기 홈런, 14번째 이닝의 말기에서 끝내기 1루타를 우승하였다. 2개의 팀은 6번째 경기를 치루는 데 양키 스타디움으로 여행을 떠나고, 실링은 일시적으로 원상복귀하는 데 자신의 건을 꿰메는 데 자신의 손상된 발목에 빌 모건 의사에 의하여 의료적 진단이 완료되었다.
거기에는 의사 진행으로부터 피의 어떤 누출이 일어났고, 실링이 마운드에 있는 동안 그의 하얀 위생 스타킹을 통하여 보여졌는 데 4 대 2의 우승은 하나의 득점의 실링의 7개 이닝과 레드삭스의 2루수 마크 벨혼에 의한 놀라운 3점 홈런에 의하여 지어졌다. 레드삭스는 이제 어리둥절하게 된 뉴욕 팀에 그렇게 가깝지 않은 경기인 7번째 경기를 우승하였다.

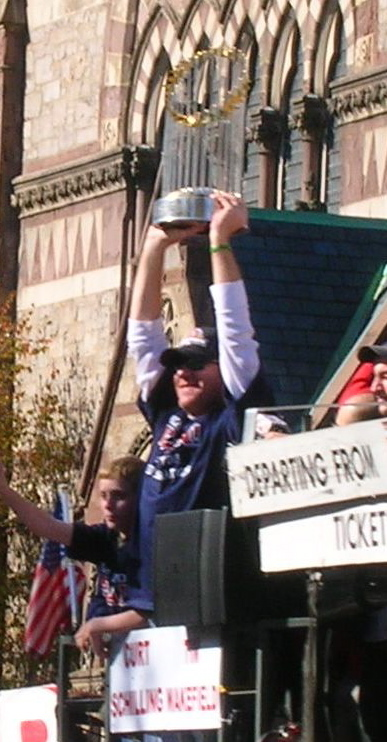
레드삭스의 2007년 월드 시리즈 행렬이 열리는 동안 커미셔너스 트로피를 들어올리고 있는 실링

레드삭스는 정렬에서 4개를 우승하였고, 8개의 연속적 우승을 만드는 데 가 월드 시리즈에서 카디널스를 휩쓸었다. 실링은 펜웨이 파크에서 2번째 경기를 투구하여 6개의 이닝에서 4개의 안타에 상대 팀의 실수에 의한 득점 만을 허용고, 모건 의사가 3번째로 만들 수 없다고 말한 꿰맨 발목에 다시 투구하였다. 그는 우승을 얻었다.
2번째 경기의 승리는 실링을 3개의 다른 팀을 위하여 월드 시리즈 경기를 우승하는 데 단 하나의 투수로 만들었다. 그는 필리스, 다이아몬드백스, 그리고 이제 레드삭스를 위하여 우승하였다.
오프시즌의 수술 후, 실링은 2005년에 돌아왔으나 4월 그의 3개의 출발은 전부 부족하였고, 다른 부상들이 7월 14일까지 다시 투구하는 것으로부터 그를 외부에 놓았다. 시즌 후에 그는 ESPN의 빌 시먼스에게 자신이 너무 일찍이 돌아왔다고 말하였다. 그는 구원에서 독점적으로 활약하였고, 8월 25일 자신이 출발을 다시 차지할 깨까지 최종회로서 주로 있었다. 그의 기록은 9개의 세이브와 함께 8 승(4구원) 8 패와 5.69의 방어율이었다. 레드삭스는 다시 만능패를 이겼으나 디비전 시리즈에서 시카고 화이트삭스에 의하여 휩쓸어지고, 실링은 이용되지 않았다.
2006년 길링은 31개의 출발 경기에서 15 승 7 패의 기록과 함께 조금 4.00의 방어율 (3.97)로 향상시켰다. 그는 오클랜드에서 8월 30일 3,000개의 스트라이크아웃에 도달하였다.
실링의 마운드에서 최종의 해는 2007년이었고, 그는 영광과 함께 나가 에인절스를 상대로 디비전 시리즈(애너하임에서 열린 3번째 경기에서 7개의 이닝과 무득점), 클리블랜드 인디언스를 상대로 리그 챔피언십의 6번째 경기(7개의 이닝, 2개의 득점)과 콜로라도 로키스를 상대로 월드 시리즈에서 2번째 경기(5개의 이닝, 하나의 득점)에서 각각 하나의 경기를 우승하였다. 거기에는 또한 리그 챔피언십 시리즈의 2번째 경기에서 무결정을 제외하고 비성공적인 출발이 있어오기도 하였다.
6월 7일 실링은 오클랜드 애슬레틱스를 상대로 무안타 볼의 8개 이닝을 투구하였으며 1루타 만을 양보하는 것이었다. 그는 시즌을 위하여 9 승 8 패였다. 그는 2008년 하나의 마지막 해를 위하여 돌아오는 데 계약을 맺었으나 육체적으로 상연할 수 없어 점강적으로 메이저 리그 마운드로부터 그의 마지막 활약은 2007년 월드 시리즈의 2번째 경기에서 그의 우승이었다.

## 영예
2010년 실링은 애리조나주 스포츠 명예의 전당에서 포함과 함께 명예를 얻었고, 2012년 보스턴 레드삭스 명예의 전당으로 헌액되었다.
미국 야구 명예의 전당을 위한 아무 후보는 선거에 참가하는 미국 야구 작가 협회의 일원들로부터 투표의 75%를 필요로 한다. 실링은 2015년 1월에 공고된 총수에서 39.2%를 받아 이전의 해로부터 의미있는 10%나 증가하였다. 이후에 소감을 위하여 의문한 그는 포스트시즌으로 14개의 연속적 여행을 가진 브레이브스와 존 스몰츠의 협력 때문에 스몰츠가 투표의 82.9%와 함께 선출된 것에 대하여 어떤 좋은 점수들을 만들었다. 스몰츠는 정규 시즌에 213 승 155 패의 기록 (3.33 방어율)과 포스트시즌에 15 승 4 패 (2.67 방어율)의 기록을 가졌다. 위에 적어지면서 포스트시즌에 11 승 2 패 (2.23)의 기록과 함께 실링의 정규 시즌 기록은 216 승(206선발승) 146 패였다.